# Ankaa
Ankaa eller Alfa Phoenicis (α Phoenicis, förkortat Alfa Phe, α Phe)  som är stjärnans Bayerbeteckning, är en dubbelstjärna belägen i den norra delen av stjärnbilden Fenix. Den har en kombinerad skenbar magnitud på 2,38, är synlig för blotta ögat och är den ljusaste stjärnan i stjärnbilden. Baserat på parallaxmätning inom Hipparcosuppdraget på ca 38,5 mas, beräknas den befinna sig på ett avstånd på ca 85 ljusår (ca 26 parsek) från solen.

## Nomenklatur
Alpha Phoenicis har sedan år 1800 det traditionella namnet Ankaa, som kommer från det arabiska العنقاء al-'anqā ' "phoenix" för namnet på stjärnbilden. Medeltida arabiska astronomer bildade stjärnbilden dhowen (där Phoenix ingår), och ett annat populärt namn för stjärnan är Nair al Zaurak  från نائر الزوق na'ir az-zawraq "jollens ljusa stjärna". Den latinska översättningen är Cymbae, från lūcida cumbae.
År 2016 organiserade Internationella astronomiska unionen en arbetsgrupp för stjärnnamn (WGSN) med uppgift att katalogisera och standardisera riktiga namn för stjärnor. WGSN:s första bulletin av juli 2016 innehöll en tabell över de första två satserna av namn som fastställts av WGSN, där Ankaa anges som namn för denna stjärna.  

## Egenskaper
Ankaa är en orange jättestjärna av spektralklass K0.5 IIIb. Den har en massa som är ca 2,5 gånger större än solens massa, en radie som är ca 15 gånger större än solens och utsänder från dess fotosfär ca 86 gånger mera energi än solen vid en effektiv temperatur på ca 4 440 K.
Ankaa är en spektroskopisk dubbelstjärna med komponenter som kretsar kring varandra med en period på 3 848,8 dygn (10,5 år). Primärstjärnan anses för närvarande vara mitt i en kort men stabil fas av fusion av helium i sin stjärnutveckling, även om denna antagligen inte kommer att vara länge mätt i astronomiska termer innan stjärna kastar ut sitt yttre skikt som en planetarisk nebulosa och slutar sitt liv som en vit dvärg.